# Ливермор, Джейк
Джейк Си́рил Ли́вермор (англ. Jake Cyril Livermore; родился 14 ноября 1989 года в Лондоне) — английский футболист, полузащитник клуба «Уотфорд».

## Биография
Джейк родился в одном из районов Лондона — Энфилде. С детства занимался в академии «Тоттенхэм Хотспур».

### Клубная карьера
С 2006 года начал выступать за академию «шпор». За неё сыграл 39 матчей, в которых забил 9 мячей. Также выступал за резерв «Тоттенхэма», за который сыграл 13 матчей. Дебютировал за первую команду в товарищеском матче против «Стивениджа» в июле 2007 года. 29 февраля 2008 года подписал месячное арендное соглашение с клубом «Милтон-Кинс Донс». 11 июля 2008 года был отдан в полугодовую аренду клубу «Кру Александра», за который не сыграл ни единого матча, так как получил травму — перелом малоберцовой кости. 24 июля 2009 года подписал с «лилово-белыми» новый трехлетний контракт и в тот же день забил за команду гол в ворота «Барселоны» в матче Кубка Уэмбли, который спас команду от поражения. 24 августа 2009 года был подписан клубом «Дерби Каунти», также на правах аренды. Свой единственный мяч за «баранов» забил в матче против «Ноттингем Форест», который не помог команде спастись от поражения. В январе 2010 года был арендован командой «Питерборо Юнайтед». Единственный гол за команду из Питерборо забил 23 января 2010 года в матче с «Шеффилд Уэнсдей». 2 марта 2010 года был отозван из аренды, в связи с чередой травм в «Тоттенхэме». Дебют Ливермора в английской Премьер-лиге в составе «шпор» состоялся 20 марта 2010 года, в матче против «Сток Сити». 23 сентября 2010 года он был отдан в аренду в «Ипсвич Таун» до 1 января 2011 года. 24 марта 2011 года подписал арендное соглашение с «Лидс Юнайтед». Дебютировал за команду Саймона Грейсона 2 апреля 2011 года в матче с «Ноттингемом». В этой встрече он отметился голевой передачей. Свой первый гол за «Тоттенхэм» в официальных турнирах забил 18 августа 2011 года в матче Лиги Европы против шотландского «Хартса». В августе 2013 года на правах аренды перешёл в «Халл Сити». В конце сезона 2014/2015 провалил тест на употребление наркотических веществ. Джейку грозила двухлетняя дисквалификация. Однако после проведенного расследования FA, скорее всего, не будет наказывать 25-летнего англичанина отлучкой от футбола. В дело вмешались смягчающие обстоятельства: в мае прошлого года Ливермор впал в серьезную депрессию из-за смерти новорожденного ребёнка. Этот факт не остался без внимания FA, которая настаивала на дисквалификации игрока.

### Карьера в сборной
10 августа 2012 года Джейк был вызван главным тренером сборной Англии Роем Ходжсоном на товарищеский матч со сборной Италии.

## Статистика выступлений за сборную
| Матчи Джейка Ливермора за сборную Англии | Матчи Джейка Ливермора за сборную Англии | Матчи Джейка Ливермора за сборную Англии | Матчи Джейка Ливермора за сборную Англии | Матчи Джейка Ливермора за сборную Англии | Матчи Джейка Ливермора за сборную Англии | Матчи Джейка Ливермора за сборную Англии |
| №                                        | Дата                                     | Оппонент                                 | Счёт                                     | Голы                                     | Соревнование                             |                                          |
| ---------------------------------------- | ---------------------------------------- | ---------------------------------------- | ---------------------------------------- | ---------------------------------------- | ---------------------------------------- | ---------------------------------------- |
| 1                                        | 15 августа 2012                          | Италия                                   | 2 : 1                                    | -                                        | Товарищеский матч                        |                                          |
| 2                                        | 22 марта 2017                            | Германия                                 | 0 : 1                                    | -                                        | Товарищеский матч                        |                                          |
| 3                                        | 10 июня 2017                             | Шотландия                                | 2 : 2                                    | -                                        | Отборочный матч ЧМ-2018                  |                                          |
| 4                                        | 1 сентября 2017                          | Мальта                                   | 4 : 0                                    | -                                        | Отборочный матч ЧМ-2018                  |                                          |
| 5                                        | 4 сентября 2017                          | Словакия                                 | 2 : 1                                    | -                                        | Отборочный матч ЧМ-2018                  |                                          |
| 6                                        | 10 ноября 2017                           | Германия                                 | 0 : 0                                    | -                                        | Товарищеский матч                        |                                          |
| 7                                        | 14 ноября 2017                           | Бразилия                                 | 0 : 0                                    | -                                        | Товарищеский матч                        |                                          |